# César Napoleón Ayrault
César Napoleón Ayrault   (Posadas, 28 de maig de 1921 - Puerto Iguazú, 30 de novembre de 1973) va ser un polític i advocat argentí, Interventor Federal de Misiones el 1959, elegit Governador de Misiones un any més tard; càrrec que va assumir l'1 de maig de 1960 i en el que va romandre fins al 24 d'abril de 1962.

## Biografia
César Napoleón Ayrault va néixer a la Ciutat de Posadas, a la província de Misiones, el 28 de maig de 1921; sent fill del matrimoni d'Eugenio Ayrault i Cornelia Fortuolli. Va realitzar els seus estudis primaris a l'escola núm. 1 Félix de Azara, i els secundaris, al Col·legi Nacional Martín de Moussay, a la capital missionera.
Va realitzar els seus estudis universitaris a la Universitat Nacional de la Plata, on es va llicenciar d'advocat després de tres anys d'estudis. Dins d'aquella institució, va fundar el Centre d'Estudiants i organitza les primeres olimpíades estudiantils.
Va militar a la Unió Cívica Radical. Es va casar amb Ana Ofelia Ruiz, el 24 de desembre de 1947, amb qui va tenir quatre filles: Ana Ofelia, Amelia Eloisa, María Beatríz Eugenia i María Silvina Solange.
El 1955 és elegit Diputat Nacional, càrrec que va ocupar breument, ja que fou interromput per la Revolució Alliberadora; la qual va donar com a resultat a Misiones a successives Intervencions federals, aconseguint ser designat com a Interventor Federal entre el 16 de març de 1959 i el 21 de gener de 1960, quan es postula com a governador, acompanyat per César Errecaborde com a sotsgovernador, adherint-se a la UCR-I. Va triomfar amb més de trenta mil vots, a les eleccions del 27 de març de 1960.
Al seu govern es va decretar l'ús de l'actual escut provincial. Es va crear el canal estatal provincial, Canal 12 i les seves emissores. A més es va començar amb plans per a la construcció d'habitatges populars i es van construir tribunes per al Club Guaraní Antonio Franco, del qual en fou president. Va haver d'abandonar el càrrec ee 1962 després del derrocament del president Arturo Frondizi.
Entre 1965 i 1966, Ayrault va ser diputat provincial pel Moviment d'Integració i Desenvolupament (MID). A les eleccions de 15 d'abril de 1973, és elegit sotsgovernador acompanyant a Juan Manuel Irrazábal, pel FREJULI.
El 30 de novembre, el governador Irrazábal, juntament amb Ayrault, va viatjar a Puerto Iguazú per presidir la transferència de l'Hotel Internacional Iguazú a la província. Quan faltava poc per arribar, l'avió Beechcraft Queen Air en què viatjava juntament amb el governador, Ayrault, i les seves respectives esposes, va esclatar en l'aire i es va estavellar a uns 10 km de l'aeroport de destinació. L'endemà van ser rescatades les restes mortals del governador, el sotsgovernador, les seves esposes i el pilot; en canvi, Susana Irrazábal, filla del governador, de 23 anys, va aparèixer amb vida, tot i que amb serioses cremades a tot el cos; moriria temps després en un hospital de la ciutat de Buenos Aires, en circumstàncies poc clares. Recerques posteriors van revelar forts indicis que aquest sinistre aeri s'hauria tractat un atemptat de la Triple A.